# بطولة العالم للمصارعة
بطولة العالم للمصارعة (بالإنجليزية: World Championship Wrestling)‏ (واختصاراً WCW) مؤسسة أمريكية سابقة للمصارعة المحترفة، وكانت قائمة من 1988 إلى 2001.يقع مقرها في أتلانتا، جورجيا، بدأت كشركة تابعة للمؤسسة التحالف الوطني للمصارعة (NWA) تحت اسم مؤسسة جيم كروكيت حتى 21 نوفمبر 1988.عندما اشترى تيد تيرنر وقناته «قناة تيرنر» غير اسمها إلى «بطولة المصارعة العالمية».تيرنر والتايم وارنر امتلكوا المؤسسة حتى 2001. عندما اشتراتها منافستها السابقة مؤسسة اتحاد المصارعة العالمي (WWF) (وتسمى الآن المصارعة العالمية الترفيهية)

## التاريخ

### بداية استخدام الاسم
رغم أن الاسم «بطولة المصارعة العالمية» في عرض تلفزيوني في اتحاد NWA في عام 1981 (معروف أكثر باسم بطولة مصارعة جورجبا ومؤسسة جيم كروكيت), ولم تمر سبع سنوات حتى إنضمت المؤسسة إلى NWA وظهرت على المسرح القومي تحت ملكية قطب الإعلام تد تيرنر.
جيم بارنيت الذي علم للترويخ لبطولة المصارعة العالمية في أستراليا، جاء إلى جاءاتلانتا في بداية الثمانينيات خلال صراع داخلي في NWA من أجل إقليم جورجيا. باريت ظهر على أنه المالك لأغلب الإقليم، وقد استخدم اسم الإقليم في برنامج تلفزيوني.1